# Mezei tarsóka
A mezei tarsóka (Thlaspi arvense) a keresztesvirágúak rendjébe tartozó, Európában és Észak-Amerikában általánosan elterjedt, gyakori gyomnövény. 

## Egyéb elnevezései
Vetési tarsolyfű, foghagymaszagú fű, nagy borocska, nagy borsócska, nagy szükés fű, nyűfű, poloskafű, palaczkafű, temondádfű, vadmustár, vadtorma, vetési tarsóka. 

## Külseje

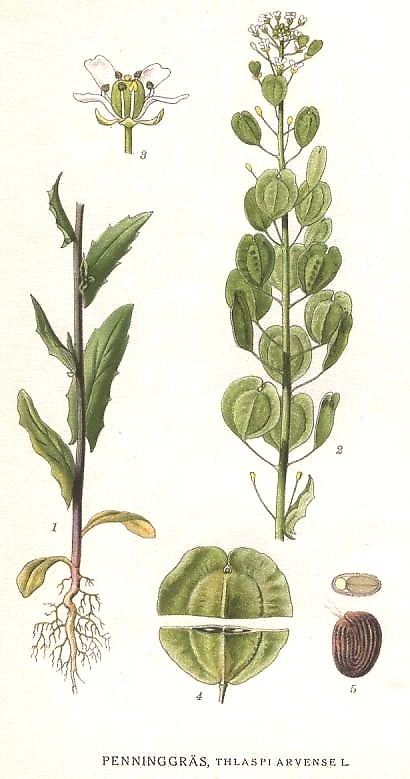

A mezei tarsóka 15–30 cm (kedvező körülmények között akár 80 cm) magas, lágyszárú, egynyári növény. Tavasztól kezdve magról csírázik folyamatosan, az ősszel kikelő példányai tőlevélrózsás formában vészelik át a telet. Szára egyenesen felálló, sima felületű (nem szőrös), rostos tapintású, a csúcsa közelében elágazik. Szára és levele megtörve enyhe fokhagymaszagot áraszt és a benne lévő mustárolajtól csípős ízű. Gyökere mélyre hatoló orsógyökér.
Levelei szintén szőrtelenek, 20–50 mm hosszúak, 10–20 mm szélesek, hosszúkásak, megnyúltak, a száron szórtan helyezkednek el. Színük mindkét oldalon egyformán világoszöld. A levélszél többnyire karéjos, de lehet hullámos vagy fogazott is. Levelének alapja ún. nyilas vállal csatlakozik a szárhoz, ami azt a látszatot keltené, mintha a levél körbeölelné azt. A csíranövény levelei tojásdadok, ép szélűek, a többi káposztaféléhez hasonló.
Áprilistól kezdve egészen késő őszig, a fagyok beálltáig virágzik. Virágai a szár elágazó tetején alkotnak fürtvirágzatot, és a szár folyamatos növekedése miatt csúcsa folyamatosan virágzik, a korábbi virágok termései pedig a szár alacsonyabb részein sorakoznak. Virágai kicsik, nem feltűnőek, keresztben álló négy szirma fehér vagy krémszínű, 2–5 mm hosszú.
Termése 5–18 mm hosszú, kicsípett csúcsú, kétüregű becőke, melyet széles, szív alakú hártya keretez. A termések növényenként mintegy kétezer magot tartalmaznak. Magja 1,5 mm-es, tojás alakú, oldalról lapított. Életképességüket 6-10 évig megőrzik. Többségük kora tavasszal kezd csírázni, de az év során folyamatosan láthatóak új csíranövények.

## Elterjedése és termőhelye
Lehetséges, hogy Belső-Ázsiából származik, napjainkban szinte egész Európában, Észak-Afrikában és Észak-Amerikában előfordul. Magyarországon mindenütt fellelhető, bár inkább a homokos és vályogtalajok növénye.
Szántóföldeken (gabona, kukorica, repce), szőlőkben, gyümölcsösökben, kertekben, parlagon hagyott területeken él. Gyakori gyomnövény, de csak ritkán fordul elő annyira tömegesen, hogy jelentős károkat okozzon. Korai csírázása miatt a gabonaföldeken jelenthet gondot, illetve a rokonsága miatt a herbicidre érzékeny retek- és káposztatáblákban, mert azoknál jobban tűri a vegyszerezést.  

## Felhasználása
Bár gyomnövényként irtják, folynak kísérletek a hasznosítására. A tarsóka száraz magja 32-34% olajat tartalmaz, amelyet hidegen sajtolva bioüzemanyagként lehet felhasználni. A préselési maradék sok tápanyagot tartalmaz (30-35% fehérjét) és szarvasmarhák, sertések takarmányozására alkalmas.     